# Thomas Preston
Thomas Preston, britanski general, * 1886, † 1966.